# To Live Is to Die
"To Live Is to Die" é uma canção semi-instrumental da banda americana de heavy metal Metallica, de seu álbum ...And Justice for All, de 1988. 
Mantendo a tradição dos três álbuns anteriores da banda(kill' Em All,  Ride the Lightning e Master of Puppets), a faixa instrumental aparece no final deste álbum, e é uma das mais longas. Com um total de 9:49 minutos, por pouco mais de duas décadas "To Live Is to Die" foi a mais longa gravação original de estúdio a ser lançada em álbum pela banda. Com o lançamento de Death Magnetic, "Suicide & Redemption" passou a ser a gravação de estúdio mais longa gravada pela banda, com 9:58 (embora "Mercyful Fate", de Garage Inc., tenha 11:12 minutos, ela não é só um cover como também é uma medley de cinco canções diferentes).
"To Live is to Die", no entanto, possui uma letra que é falada (e não cantada) no fim da canção (a partir de 7:35), versos escritos pelo poeta alemão Paul Gerhardt e popularizados no filme Excalibur, de 1981. A canção foi composta como um tributo ao baixista Cliff Burton, morto num acidente de ônibus durante uma turnê da banda, em 1986. A música consiste de riffs que Burton havia anotado mas que não haviam sido utilizado em qualquer canção até sua morte. O próprio título é uma frase que Burton apreciava.
James Hetfield toca o segundo solo de guitarra, realizado durante a seção mais lenta no meio da canção. Esta é a última canção lançada pela banda na qual Burton teve o crédito de autoria.

## Membros
- James Hetfield - Guitarra base e 2º Solo de guitarra
- Lars Ulrich - Bateria
- Jason Newsted - Baixo
- Kirk Hammett - Guitarra solo